# Bieha
Bieha là một tổng ở tỉnh Sissili ở phía nam Burkina Faso. Dân số là 29.859 người. Thủ phủ là thị xã Bieha.

## Các thị xã và làng xã
Biniou, Boala, Bori, Danfina, Konzio, Koumbo, Koumbogoro, Kounou, Livara, Naboré, Nakoayaro, Neboun, Oukouna, Pien, Pissai, Prata, Saboué, Tacien, Vrou, Yallé và Yelbouga.